# Leptotragulus
Leptotragulus (Scott i Osborn, 1887) – rodzaj kopalnego ssaka parzystokopytnego z rodziny Protoceratidae. Charakteryzuje się niewielkimi rozmiarami i brakiem rogów charakterystycznych dla większości przedstawicieli rodziny. Ta cecha, jak również prymitywna budowa, upodabnia go do rodzaju Leptoreodon, różnią się one jednak znacząco budową zębów trzonowych.

## Gatunki
Do rodzaju zalicza się następujące gatunki:
- Leptotragulus proavus
- Leptotragulus medius
- Leptotragulus clarki